# Carl Simon Warburg
Carl Simon Warburg, född den 13 januari 1835 i Göteborg, död där den 4 januari 1865, var en svensk skriftställare. Han var son till Samuel Warburg.
Sedan Warburg i Lund avlagt studentexamen 1852, tjänstgjorde han ett par år, 1853–1854, som lärare i historia vid doktor Törnsténs i Norrköping inrättade läroanstalt men återvände till universitetet och avlade filosofie kandidatexamen i Lund 1858. Sedan han samma år ingått som extra ordinarie amanuens vid Kungliga biblioteket i Stockholm, anträdde han 1859, dels för sin hälsa, dels för fortsatta studier, en resa till Tyskland, Frankrike, Schweiz och Italien, från vilken han återkom till Sverige 1861. Sina få återstående levnadsår tillbragte han i sin födelsestad Göteborg, där han med aldrig tröttnande vetgirighet ägnade sig åt vetenskapliga forskningar särskilt i religionsfilosofi, estetik och historia. Året före sin död, vid ännu ej fyllda trettio år, utgav han med biträde av Viktor Rydberg, O.P. Sturzen-Becker och några andra framstående författare Svensk månadsskrift för fri forskning och allmän bildning. Warburg gjorde själv häri allmänheten bekant med bland andra Mills och Darwins skrifter samt skrev recensioner.